# Mikrokalk
Mikrokalk wird in der Mammographie und im Brust-Computertomographen (Brust-CT, Mamma-CT) sichtbar, wenn sich im Gewebe der Brustdrüse kleine Kalkablagerungen gebildet haben. Solche kleinen Kalzifikationen sind im Röntgenbild als weiße Flecke zu erkennen.

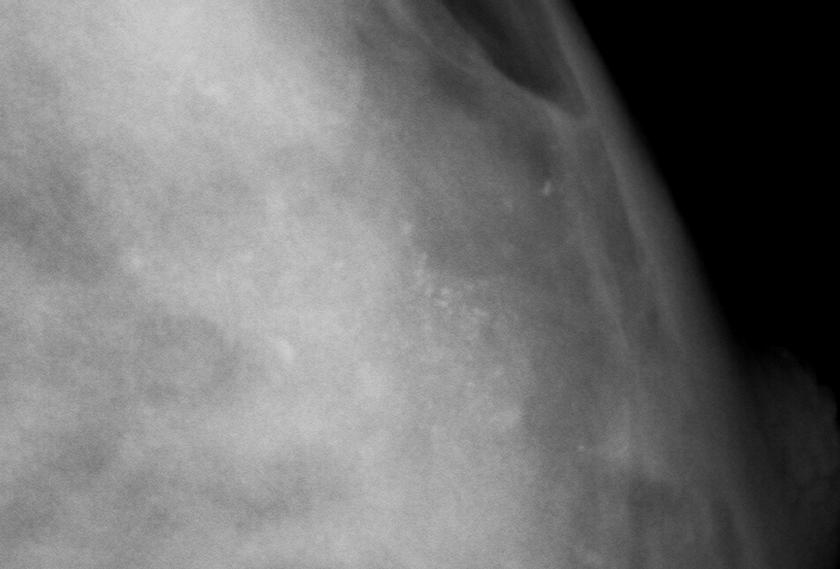
Mikrokalk

## Medizinische Bedeutung
Mikrokalk findet sich als Überrest abgestorbener Zellen. Er kann Hinweis auf Brustkrebs sein. Dabei korrelieren Anzahl, scharfkantige Formen und bestimmte geometrische Anordnungen mit dem Risiko der Malignität, also dem Risiko eines Mammakarzinoms.
Er kommt jedoch auch bei gutartigen Veränderungen der weiblichen Brust vor, unter anderem bei Mastopathie, Zysten und Milchgangserweiterungen. Letztlich kann oft nur durch eine Biopsie festgestellt werden, ob ein solcher Befund gut- oder bösartig ist.